# Нефелометрія

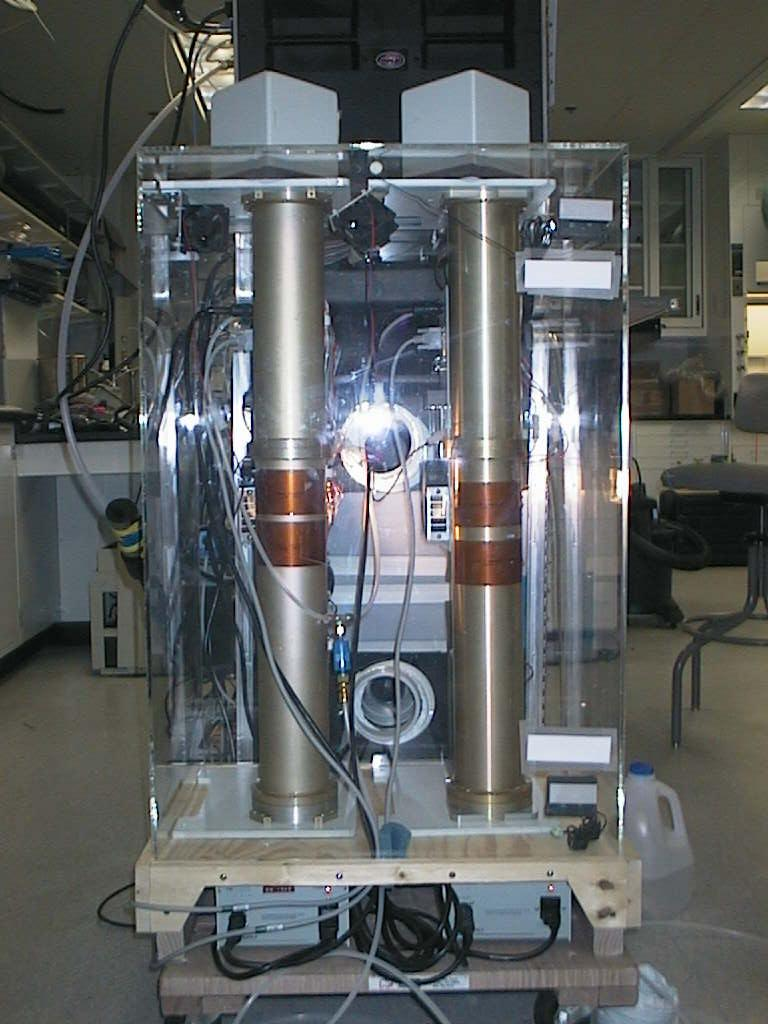

Нефелометрія (рос. нефелометрия, англ. nephelometry, нім. Nephelometrie f ) – метод дослідження і аналізу речовин, що базується на вимірюванні інтенсивності світлового потоку, розсіяного завислими частинками речовини, що досліджується. 
Інтенсивність розсіяного світлового потоку залежить від безлічі факторів, зокрема від концентрації частинок в аналізованої пробі. Велике значення при нефелометрії має об'єм частинок, що розсіюють світло. Важлива вимога до реакцій, що застосовуються у нефелометрії, полягає в тому, що продукт реакції повинен бути практично не розчинним і являти собою  суспензію. Для утримання твердих частинок в підвішеному стані застосовуються різні стабілізатори (наприклад, желатин), що запобігають коагуляції часток.